# 卡尔维尼亚斯科
卡尔维尼亚斯科（義大利語：Calvignasco），是意大利米兰省的一个市镇。总面积1.88平方公里，人口1153人，人口密度613.3人/平方公里（2009年）。国家统计（ISTAT）代码为015042。